# Втулка

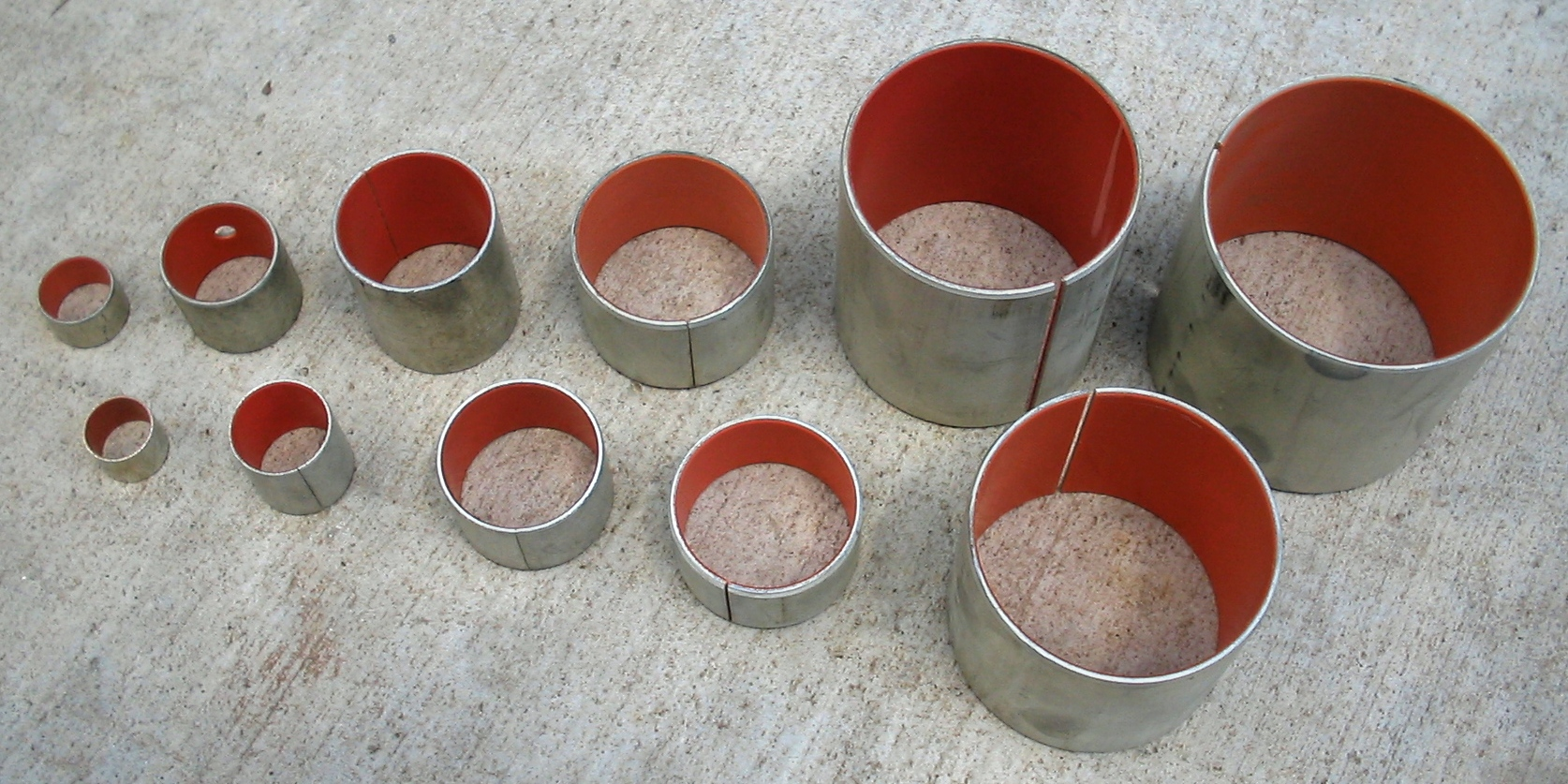
Втулки различных размеров

Втулка — деталь машины, механизма, прибора или предмета цилиндрической или конической формы (с осевой симметрией), имеющая осевое отверстие, в которое входит сопрягаемая деталь (часть).
В зависимости от назначения различают втулки подшипниковые, закрепительные, переходные, соединительные и др.
Втулка переходная — инструмент, используемый на металлообрабатывающем оборудовании для установки инструмента с разными конусами Морзе, станочная оснастка, предназначенная для крепления инструмента, геометрическая форма и размеры хвостовика которого не совпадают с геометрической формой и размерами отверстия станка.
- На токарном станке втулка переходная используется для установки инструмента в заднюю бабку, неподвижного центра в переднюю бабку.
- Для фрезерного станка втулка переходная — основной переходный элемент, позволяющий значительно снизить затраты на технологическую подготовку производства.